# تویوتا ویوس

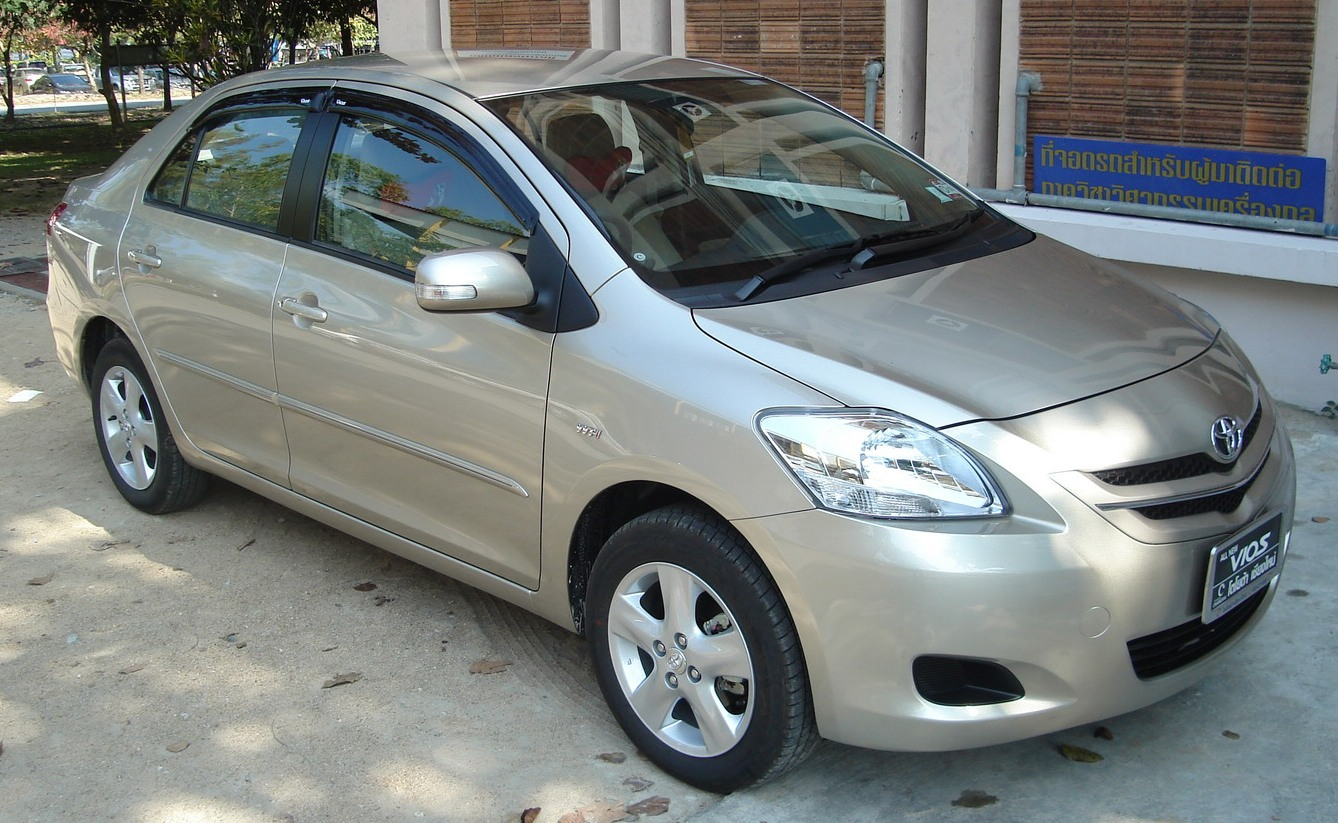

تویوتا ویوس (Toyota Vios) خودرویی است که از سال ۲۰۰۳–کنون در چاچوئنگسائو و تایلند تولید شده‌است.
این خودرو در کلاس خودرو کامپکت کوچک قرار گرفته، است.